# Photuris pennsylvanica
Photuris pennsylvanica (Пенсильванский светляк) — светлячок рода Photuris, обитает в США и Канаде.

## Описание
Имаго P. pennsylvanica представляет собой плоскотелого жука длиной около 2 см. Основной цвет — чёрный с 2 ярко-красными глазками на грудном отделе, жёлтым окончанием брюшка и жёлтым подкрыльем. Хищник, питается насекомыми и реже другими беспозвоночными, например наземными улитками. Последние сегменты брюшка у жука бело-жёлтые и светятся, когда жук подаёт сигнал.
Личинка жука также светится, за что её называют «светящийся червяк» (англ. glowworm).

## Символ Пенсильвании
С 1974 года Photuris pennsylvanica стал насекомым-символом штата Пенсильвания. Всего 41 из 50 штатов США имеет среди своих символов также и насекомых.